# Salvatore Pesce
Salvatore Pesce (Andria, 8 marzo 1961) è un ex calciatore italiano, di ruolo centrocampista.

## Carriera

Pesce (a sinistra) in azione durante la finale del Torneo di Viareggio 1980 tra Lazio e Dukla Praha

In carriera ha totalizzato 16 presenze in Serie A (una con la Lazio e il resto con la maglia del Catanzaro). 
In serie B ha disputato 18 gare con il Catanzaro (1988-89). Ha disputato inoltre 132 partite in Serie C1 e 58 gare in Serie C2.

## Palmarès

### Club

#### Competizioni nazionali
- Campionato italiano Serie C1: 2

Catanzaro: 1984-1985
Taranto:  1985-1986